# 31º Stormo

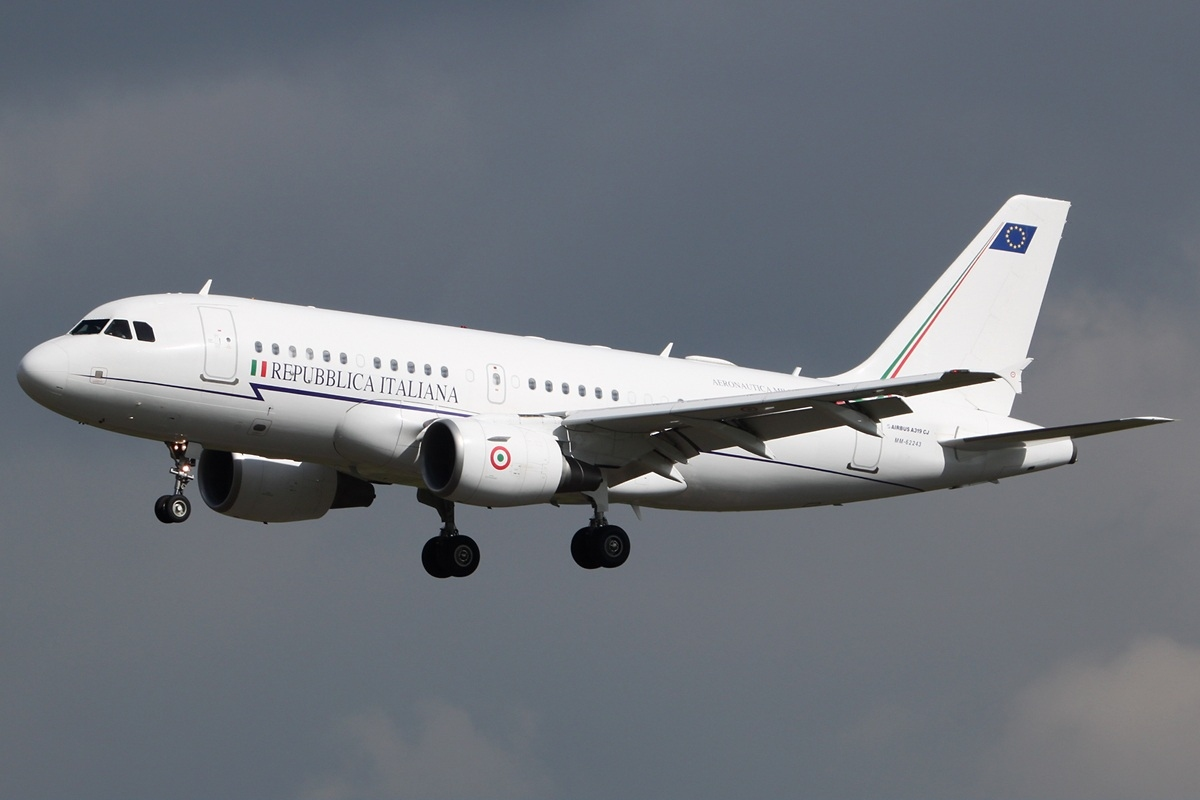
A319CJ des 31º Stormo bei Landung in Luxemburg

31º Stormo “Carmelo Raiti” ist der Name des 31. Geschwaders der italienischen Luftwaffe. Dieser relativ kleine Lufttransportverband bildet die Flugbereitschaft der italienischen Regierung. Das 31. Geschwader ist auf dem militärischen Teil des Flughafens Rom-Ciampino stationiert.

## Aufgaben
Das Geschwader wickelt den Flugbetrieb für die obersten Staatsorgane gemäß der vom Ministerratspräsidium vorgegebenen Richtlinien ab. Zur Inanspruchnahme der Flugzeuge und Hubschrauber sind grundsätzlich berechtigt: der Staatspräsident, die Präsidenten der beiden Parlamentskammern, der Ministerpräsident und der Präsident des Verfassungsgerichts. In anderen Fällen muss bei entsprechendem Bedarf gemäß der erwähnten Richtlinien eine Genehmigung der Regierung eingeholt werden. Dem Papst werden die Maschinen bei Reisen in Italien zur Verfügung gestellt. Auf Anforderung der Präfekturen, anderer staatlicher Stellen und Rettungsorganisationen übernimmt das Geschwader auch den Transport von Kranken und gespendeten Organen sowie von Personen, die sich in besonderen Notlagen befinden. Der übrige Flugbetrieb dient der Ausbildung oder dem Lufttransport innerhalb der Streitkräfte, soweit letzterer nicht von Lufttransportverbänden in Pisa und Pratica di Mare oder von anderen Einheiten durchgeführt werden kann oder soll.

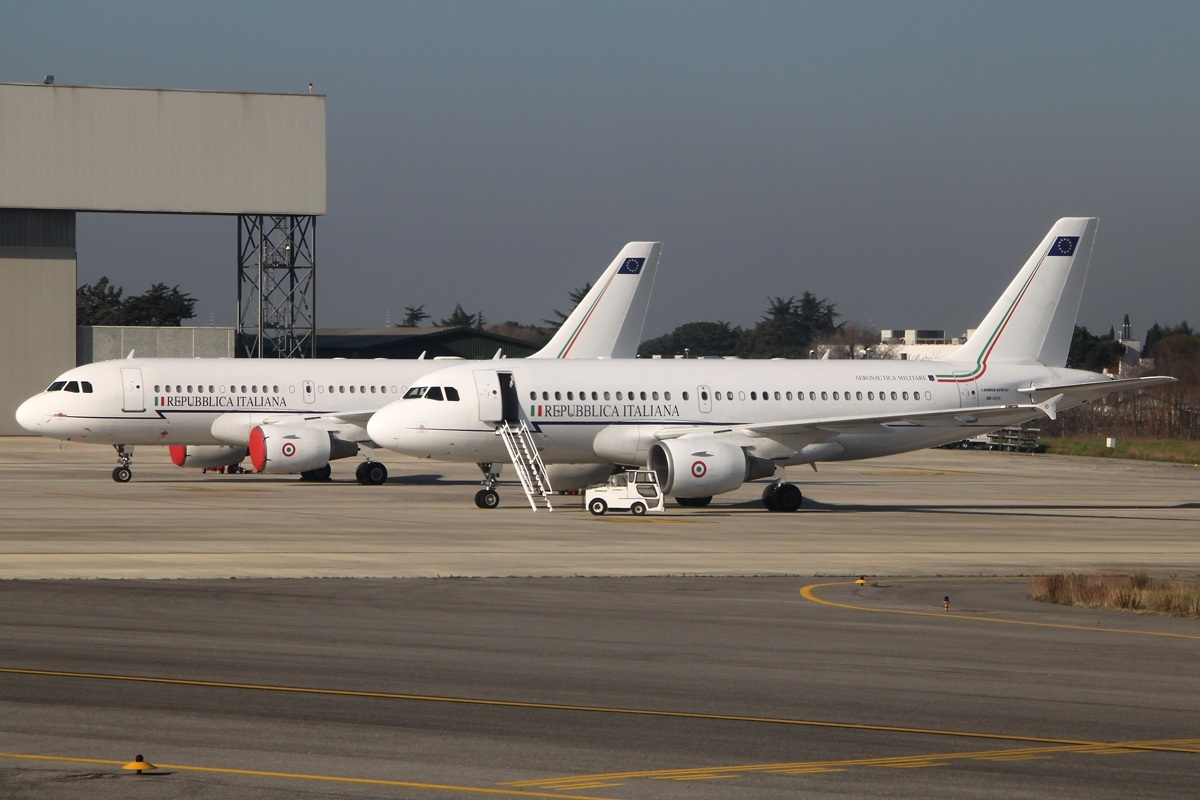
Zwei A319CJ des Geschwaders in Ciampino
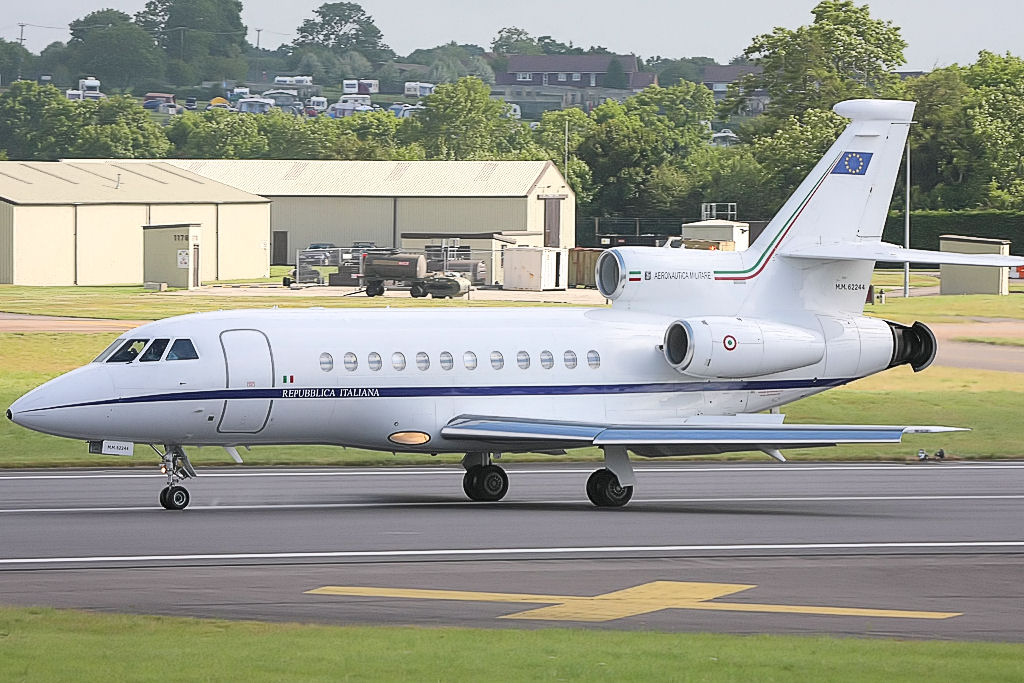
Eine Falcon 900EX des 31. Geschwaders in Fairford
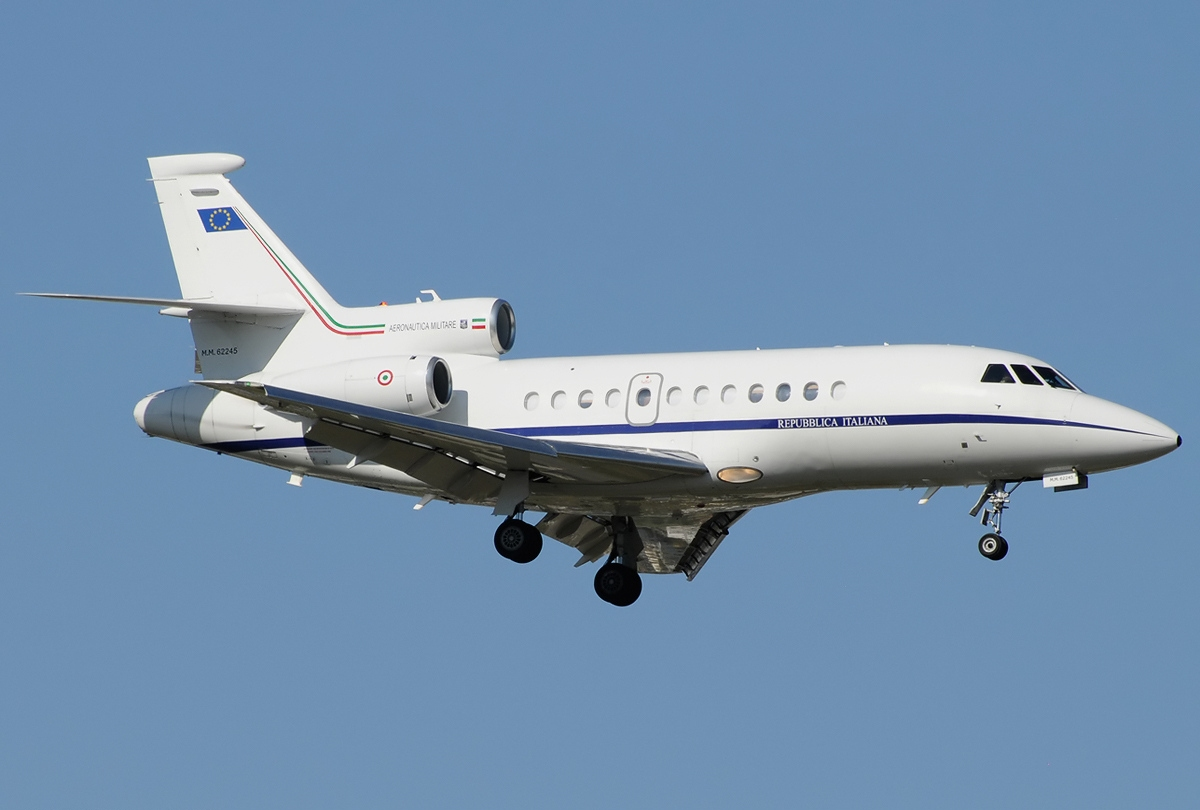
Falcon 900EX beim Anflug auf Ciampino
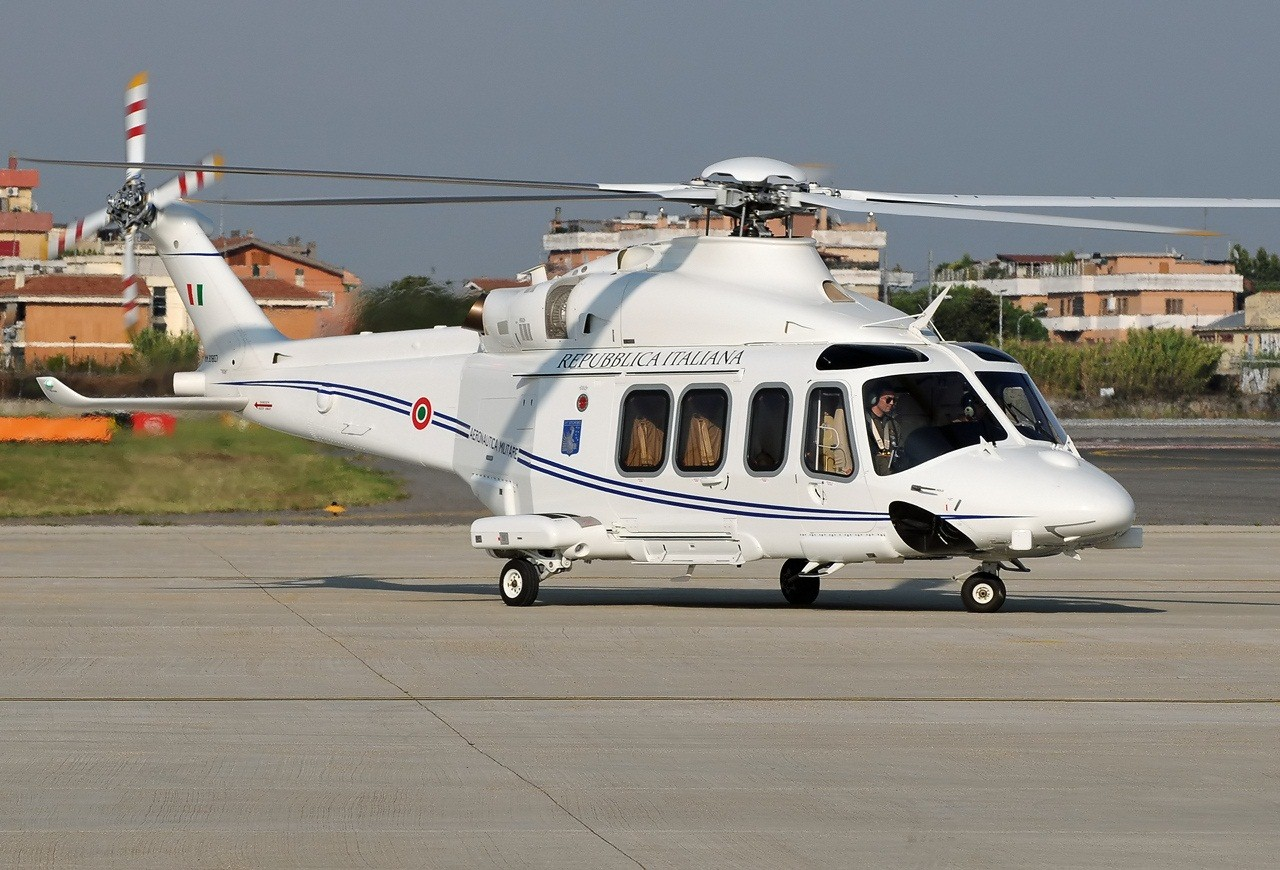
AW139 in Ciampino

## Organisation und Ausrüstung
Truppendienstlich untersteht das 31. Geschwader dem Lufttransport- und Unterstützungskommando des Luftflottenkommandos in Rom-Centocelle. Einsatzbefehle erhält es vom Ministerratspräsidium, vom Generalstab der Luftwaffe oder vom Einsatzführungskommando der Luftwaffe in Poggio Renatico. Das Geschwader besteht aus zwei fliegenden Staffeln, der 93º Gruppo und der 306º Gruppo, die mit drei Airbus A319CJ, zwei Gulfstream G650ER und drei Dassault Falcon 900EX/EASy sowie mit zwei Hubschraubern vom Typ AgustaWestland AW139 ausgestattet sind (Stand April 2025). Zwei weitere AW139 und zwei Piaggio P.180 werden (oder wurden vorübergehend) im Auftrag des Zivilschutzes betrieben.
Freigestellte Militärpiloten des 31. Geschwaders stehen in Diensten der in Ciampino ansässigen Compagnia Aeronautica Italiana (CAI), eines Unternehmens der Nachrichtendienste Italiens. Die Flugzeuge der CAI (Falcon 900, Gulfstream G600, P.180) haben zivile Kennzeichen und werden gelegentlich von Mitgliedern der italienischen Regierung genutzt. Die CAI wird manchmal als eine Art Ableger des 31. Geschwaders betrachtet.

## Verbandsabzeichen und Rufzeichen
Auf dem Wappen des 31. Geschwaders sind die Plejaden zu sehen sowie eine Verbindung des Adlers der italienischen Luftwaffe mit dem Bug des Schiffs Argo aus der Argonautensage.
Fliegende Einheiten der italienischen Luftwaffe verwenden bei Bedarf den ICAO-Code IAM der Aeronautica Militare und das Rufzeichen Italian Air Force mit vierstelligen Nummern nach dem Muster IAM 3101. Dabei stehen die beiden ersten Ziffern für das jeweilige Geschwader (hier: 31.), die beiden letzten für den Flug (oder auch für die beiden letzten Ziffern des militärischen Kennzeichens des eingesetzten Luftfahrzeugs). Befindet sich der Staatspräsident an Bord, lautet das Rufzeichen Italian Air Force 9001 (Flugnummer IAM 9001), im Fall des Ministerpräsidenten ist es die 9002, bei den Präsidenten der beiden Parlamentskammern die 9003 und die 9004. Dabei wird von der genannten Systematik abgewichen (ein 90. Geschwader gibt es in Italien nicht). Sonstige Flüge des Geschwaders wie Sanitätsflüge beginnen mit der üblichen 31.

## Geschichte
Die Geschichte des Geschwaders geht zurück auf den Wasserflugplatz von Orbetello und auf die Langstreckenflüge des Luftfahrtministers Italo Balbo, der 1930 und 1933 mit größeren Flugzeugformationen den Atlantik überquerte. 1930 entstand in Orbetello mit der 93º Gruppo der historische Kern des Geschwaders, und auch die sogenannte „Hochseefliegerschule“ (Scuola di navigazione aerea d'alto mare). Da man die wertvollen Erfahrungen der Langstreckenflüge militärisch nutzen wollte, stellte man am 1. Oktober 1933 in Orbetello das sogenannte „Seebomber-Versuchsgeschwader“ (Stormo sperimentale da bombardamento marittimo) auf, das am 1. Januar 1936 in 31º Stormo da bombardamento marittimo umbenannt wurde. Es bestand aus der 93º Gruppo (196ª, 197ª Squadriglia) und der 94º Gruppo (198ª, 199ª Squadriglia), die zunächst noch mit Flugbooten vom Typ Savoia-Marchetti S.55 und S. 62 ausgerüstet waren, ab 1937 dann mit CRDA Cant Z.501 und ab 1939 mit CRDA Cant Z.506. Im Zweiten Weltkrieg operierte das Geschwader von Cagliari-Elmas und mit Teilen (199ª Sqd.) auch von Oristano-Santa Giusta aus. Es wurde von Sardinien aus hauptsächlich für Aufklärungsaufgaben, aber auch für Bombereinsätze und zur U-Jagd verwendet. Hohe Verluste unter den schwerfälligen Flugbooten führten bereits am 5. November 1940 zur Auflösung des Geschwaders. Bestehen blieb jedoch die 93º Gruppo und die 199ª Squadriglia, die man in 287ª Squadriglia umbenannte. Letztere verlor im weiteren Verlauf rund 70 Prozent ihres fliegenden Personals. Fünf ihrer Gefallenen erhielten postum die goldene Tapferkeitsmedaille, darunter der am 3. April 1941 über dem westlichen Mittelmeer gefallene Bordschütze Carmelo Raiti, nach dem das 31. Geschwader heute benannt ist.
Die Geschichte des Geschwaders nach dem Zweiten Weltkrieg besteht aus zwei unterschiedlichen Traditionslinien. Am 1. Februar 1953 entstand auf dem Flugplatz Rom-Urbe die mit drei Bell 47 und zwei Westland Dragonfly ausgestattete Hubschrauber-Flugschule der italienischen Luftwaffe, die auch Verbindungs- und Rettungsaufgaben übernahm. 1955 zog diese Hubschrauber-Flugschule auf den Militärflugplatz Frosinone um, wo sie sich noch immer befindet. Eine der beiden fliegenden Staffeln (209.) der Schule verlegte 1958 nach Rom-Centocelle, wo sie mit einer zusätzlichen Staffel (210.) einen Hubschrauberverband für Transport- und Rettungsaufgaben bildete. Dieser Verband, dessen beide fliegende Staffeln 1960 die Nummern 94 und 93 erhielten, verlegte ab 1963 nach Pratica di Mare bei Rom, wo er am 1. März 1965 in 31. Hubschraubergeschwader umbenannt wurde. Die 93º und 94º Gruppo flogen damals verschiedene Versionen der Agusta-Bell AB-47 und der AB-204. Neben den bereits genannten Aufgaben übernahmen sie bei Bedarf auch die Beförderung von hochrangigen Politikern. Für verschiedene Rettungseinsätze, unter anderem bei der Überschwemmung in Florenz 1966, erhielt das Geschwader hohe Auszeichnungen. Nachdem man 1975 die 94º Gruppo aufgelöst hatte, teilte man 1977 dem 31. Geschwader die in Rom-Ciampino stationierte 306º Gruppo mit ihren Verkehrsflugzeugen zu. Da das Geschwader nunmehr ganz die Rolle einer Flugbereitschaft der Regierung übernommen hatte, zog auch die 93º Gruppo und der Rest des Geschwaders nach Ciampino.
Die Geschichte der 306º Gruppo lässt sich zurückführen auf die 1925 in Rom-Centocelle aufgestellte Flugbereitschaft des Generalstabs (Reparto Volo Stato Maggiore), die am 1. April 1946 in Rom-Urbe wiederaufgestellt wurde. Diese Einheit verfügte seinerzeit über eine Fiat G.212, eine Douglas DC-3, vier Savoia-Marchetti SM.79, zwei Fiat G.12 und zwei Savoia-Marchetti SM.75. Am 1. September 1952 entstand aus dieser Einheit und Teilen anderer Ausbildungs- und Transportstaffeln die 306º Gruppo, wobei der Reparto Volo Stato Maggiore (Luftfahrzeugkennzeichen SM) als übergeordnete Stelle erhalten blieb. 1957 zog die Flugbereitschaft auf den Flughafen Rom-Ciampino um, wo sie von 1959 bis 1963 vorübergehend mit einer Ausbildungseinheit zusammengelegt wurde (Luftfahrzeugkennzeichen ZR). Ab 1963 bestand die Flugbereitschaft aus zwei fliegenden Einheiten, der 302º und der 306º Gruppo, die mit Convair CV-440, Douglas C-47, C-53 und DC-6B ausgestattet waren. 1970 stießen mit der Piaggio PD.808 erstmals einige strahlgetriebene Geschäftsreiseflugzeuge dazu, 1974 dann zwei Douglas DC-9-32. Im Jahr 1977 wurde die 302º Gruppo aufgelöst und die 306º Gruppo dem 31. Geschwader unterstellt, womit auch die Geschichte des Reparto Volo Stato Maggiore endete. Zu diesem Zeitpunkt hatte die 93º Gruppo insgesamt 20 Hubschrauber, darunter zwei neue vom Typ Agusta-Sikorsky ASH-3D/TS (vorwiegend vom Papst genutzt), und die 306º Gruppo 17 Flugzeuge: drei CV-440, vier DC-6B, acht PD.808 und zwei DC-9-32.

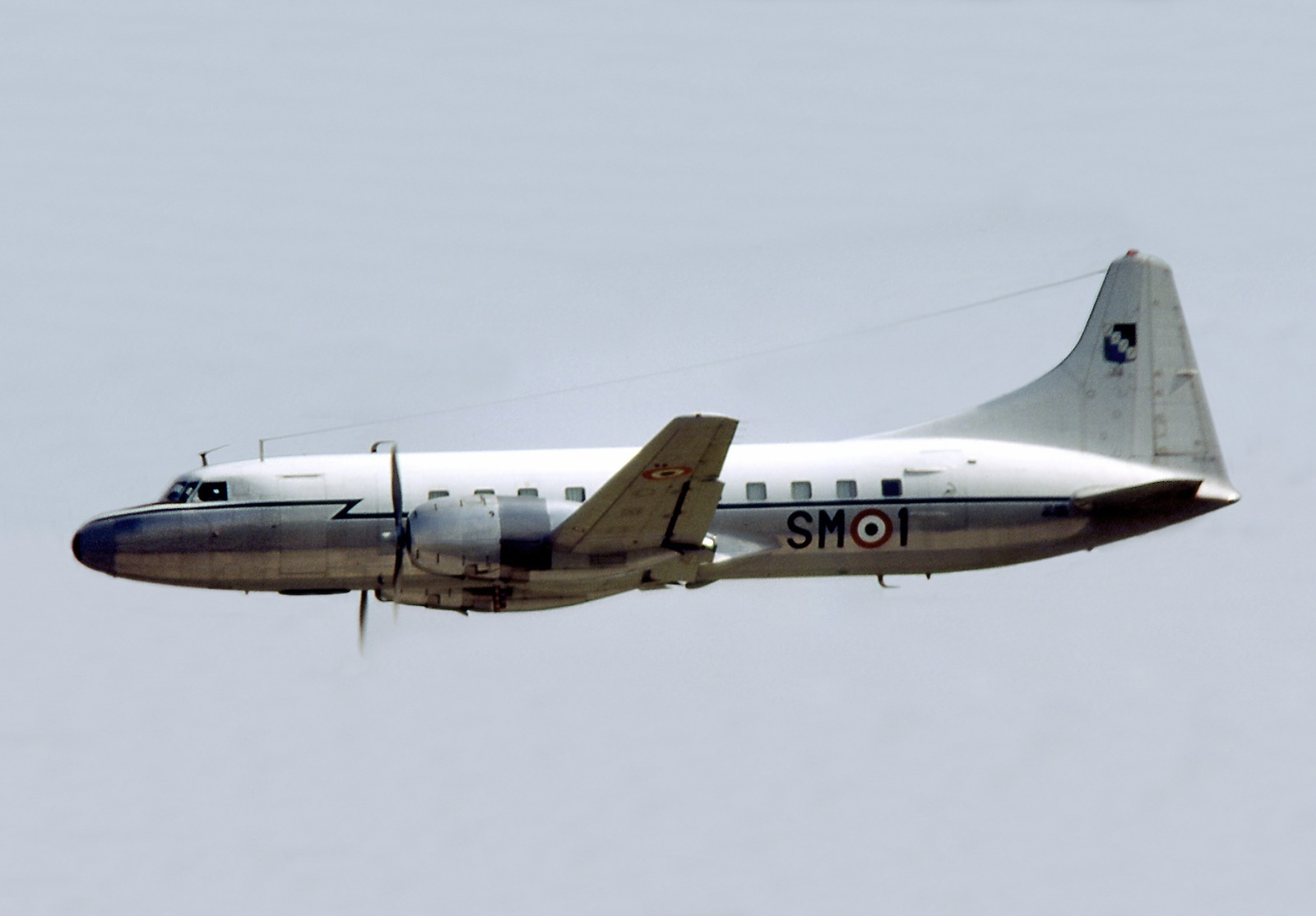
Eine Convair CV-440 des früheren Reparto Volo Stato Maggiore mit dem Kennzeichen SM-1 bei Paris-Le Bourget
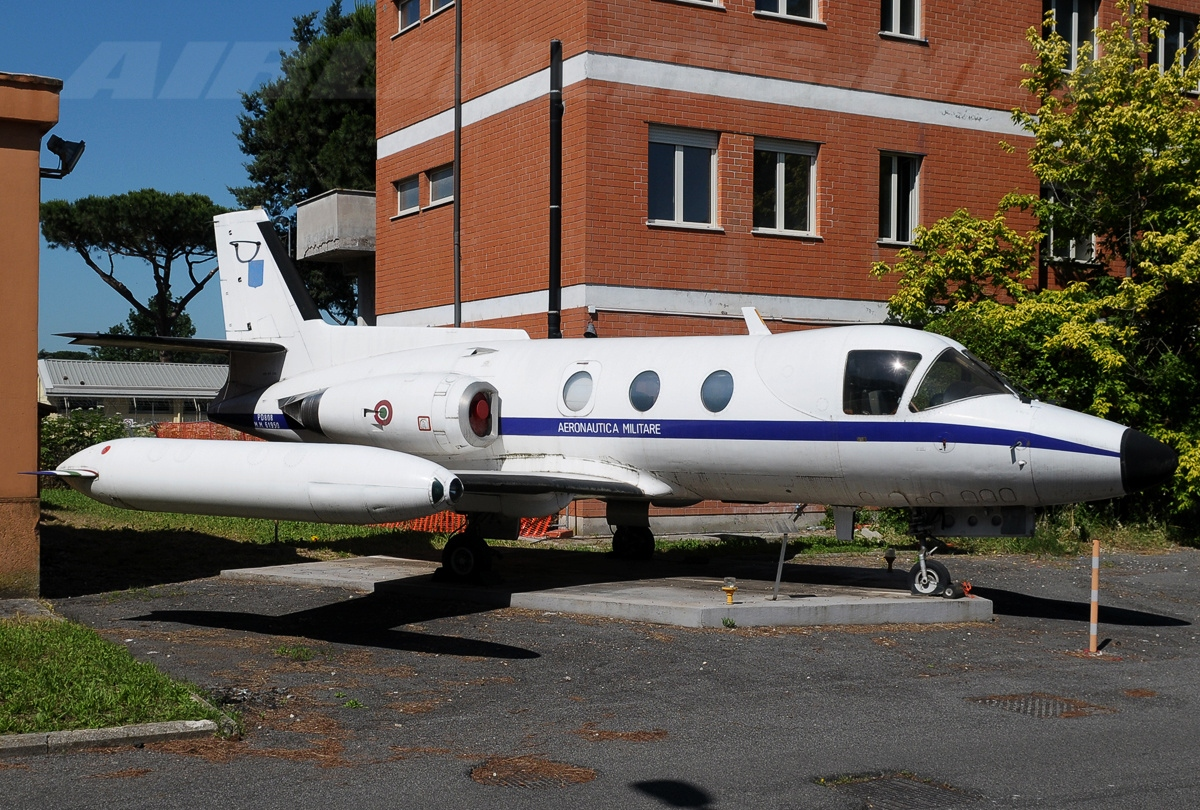
Eine in Ciampino ausgestellte Piaggio PD.808
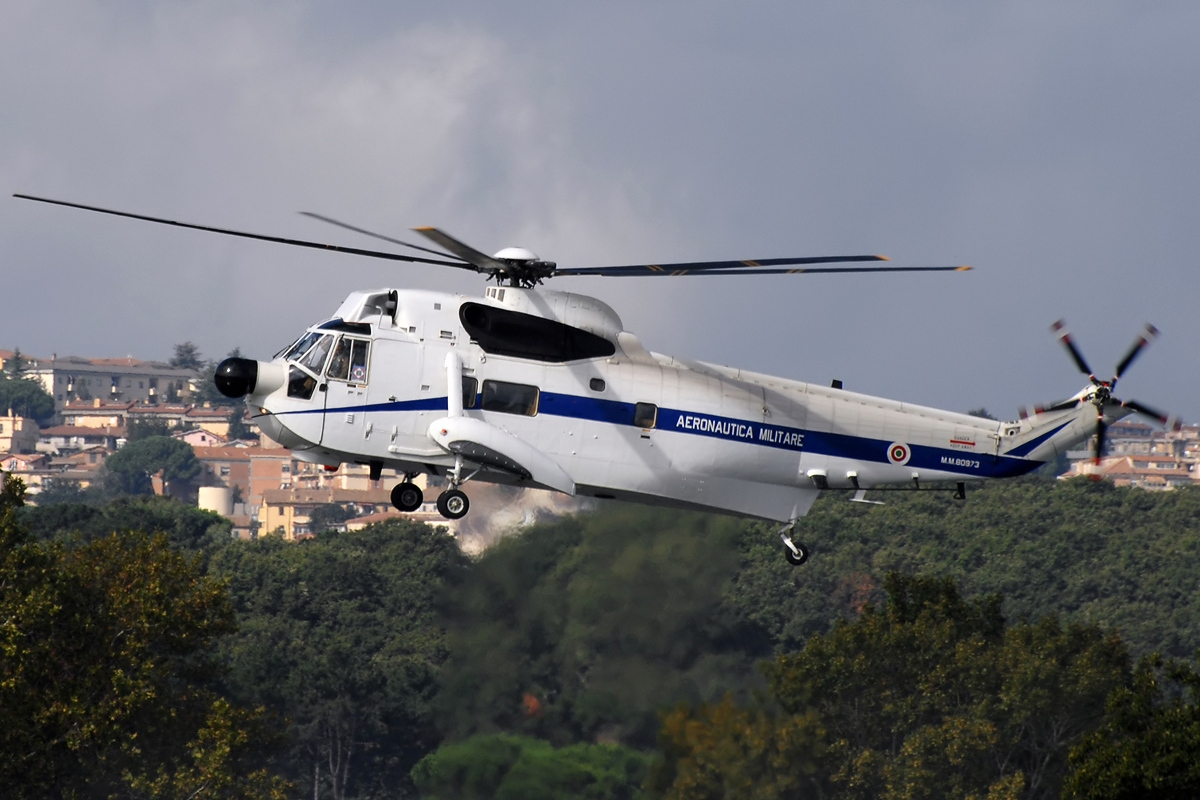
Die beiden ausgemusterten SH-3D/TS sind in Vigna di Valle und Ciampino ausgestellt
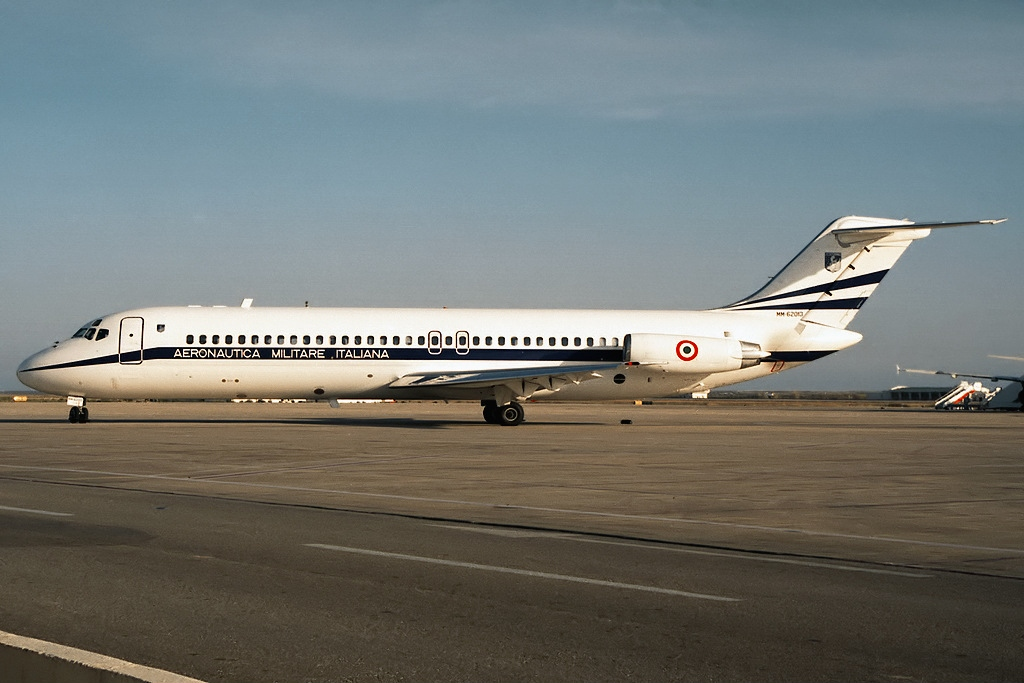
DC-9-32, 31º Stormo, in Faro

Kurz nach der Vereinigung gab man bis auf die beiden „Papst-Hubschrauber“ alle anderen Helikopter (AB-47, AB-204) ab und musterte dann in den folgenden Jahren auch die CV-440 und die DC-6 aus. Die verbliebenen DC-9 konnten dank Zusatztanks bei Bedarf auch den Atlantik überqueren, jedoch nur mit Zwischenlandungen in Irland, Neufundland und Labrador oder auf den Azoren. Bei besonderem Bedarf charterte die italienische Regierung für solche Langstreckenflüge Flugzeuge der Alitalia. Ab 1985 übernahmen zwei Gulfstream III und vier Dassault Falcon 50 die Aufgaben der PD.808. Im Jahr 2000 ersetzte man die beiden DC-9 durch zwei (später drei) Airbus A319CJ mit interkontinentaler Reichweite. Zwischen 1999 und 2006 lösten fünf neue Falcon 900 die beiden Gulfstream III und zunächst zwei Falcon 50 ab. Im Jahr 2012 schieden schließlich die beiden betagten SH-3D-Hubschrauber aus dem aktiven Dienst aus, deren Platz zwei kleinere AW139 übernommen haben. Zwei weitere AW139 und zwei Piaggio P.180 werden seit 2012 im Auftrag des Zivilschutzes betrieben, wobei die beiden Hubschrauber leihweise einer Flugschule in Frosinone überlassen wurden, während die P.180 vorübergehend von Pratica di Mare nach Ciampino wechselten.

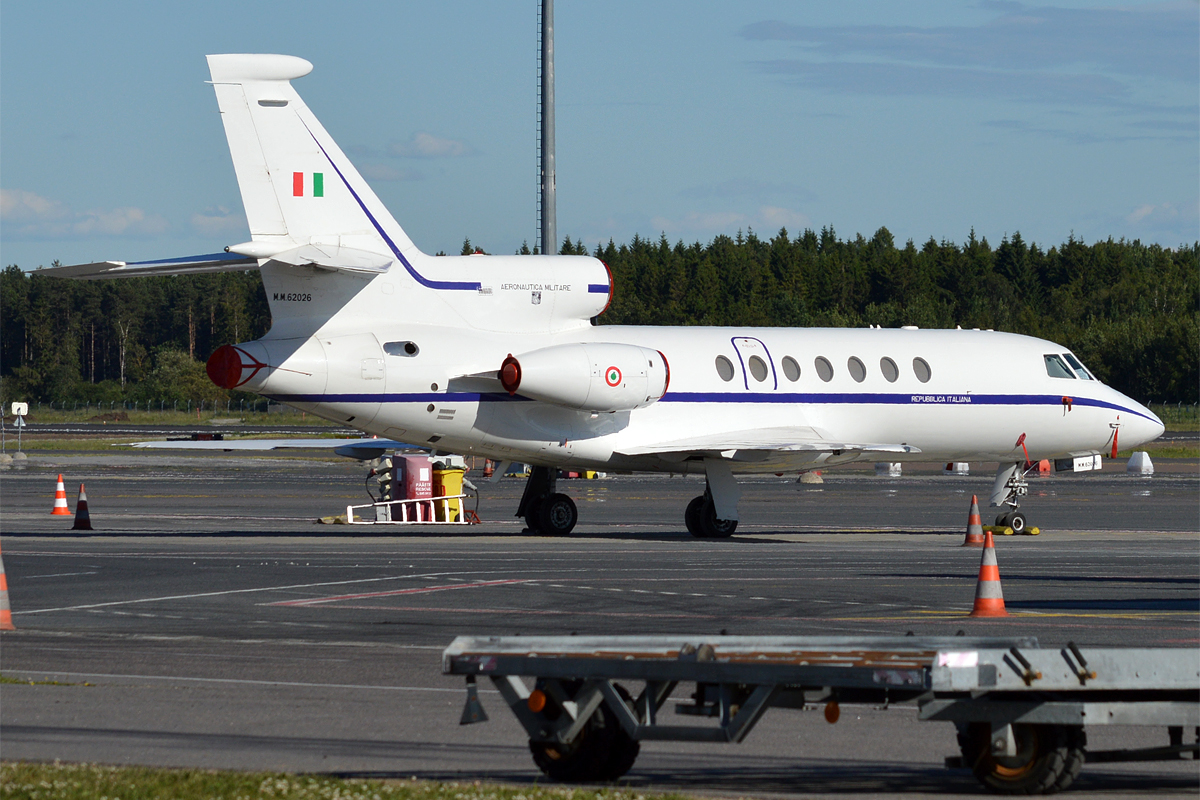
Dassault Falcon 50, von 1985 bis 2025 beim 31. Geschwader aktiv

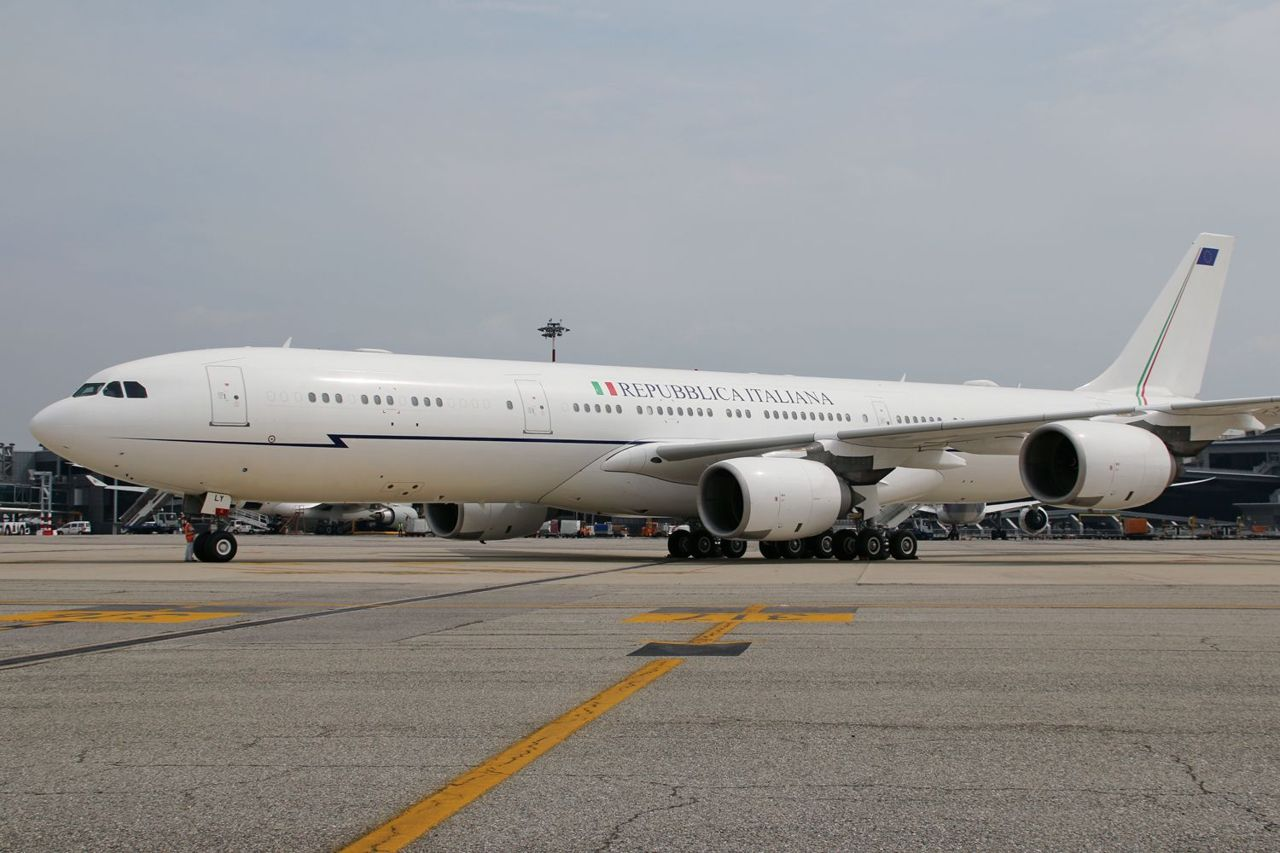
Airbus A340-500 (I-TALY), in Diensten der italienischen Regierung von 2015 bis 2018

Im Jahr 2010 absolvierten die italienischen Regierungsmaschinen rund 10.000 Flugstunden. Wegen der Eurokrise und drastischer Sparmaßnahmen geriet die Nutzung der Regierungsmaschinen ins Zentrum der öffentlichen Kritik. Einige Politiker wichen auf unauffälligere Piaggio P.180 der Luftwaffe (Pratica di Mare) und anderer Behörden aus. Die italienische Regierung verschärfte daraufhin die Nutzungsbedingungen, wodurch die Zahl der Flugstunden auf etwa 5.000 im Jahr 2013 sank. Versuche, einen der drei A319CJ und zwei von fünf Falcon 900 zu verkaufen, blieben ohne Erfolg. Ende 2016 wurden zwei Falcon 900EX an die Compagnia Aeronautica Italiana (CAI), die „Fluggesellschaft der Geheimdienste“, abgegeben. Besonders in diesem Fall wurde auf die mögliche Umgehung der Vorschriften für die Nutzung von Regierungsflugzeugen hingewiesen.
Von Oktober 2015 bis August 2018 leaste die italienische Regierung von Etihad Airways einen Airbus A340-500. Dieses auf dem Flughafen Rom-Fiumicino stationierte Langstreckenflugzeug wurde im Stil der Maschinen des 31. Geschwaders lackiert, erhielt aber ein ziviles Luftfahrzeugkennzeichen. Die Besatzungen kamen vom 31. Geschwader, die Wartung übernahm Alitalia, Grundüberholungen Etihad. Verglichen mit den Flugzeugen des 31. Geschwaders fehlte hinten das Geschwaderwappen und der Schriftzug Aeronautica Militare. Der Leasingvertrag kam auf Grund einer Initiative des damaligen Ministerpräsidenten Matteo Renzi zustande und wurde von der Opposition heftig kritisiert. Nach den Parlamentswahlen in Italien 2018 kündigte die Regierung Conte den Leasing-Vertrag umgehend.
Ende 2023 wurde der Ersatz der Falcon-Jets durch zunächst vier Gulfstream G650ER in die Wege geleitet. Die ersten beiden G650ER trafen im April 2025 in Ciampino ein und ersetzten die beiden verbliebenen Falcon 50. Dieses Beschaffungsvorhaben steht in einem Standardisierungszusammenhang mit der Gulfstream G550 CAEW/JAMMS, die in Pratica di Mare für Spezialmissionen eingeführt wurde.